# Rubus noricus
Rubus noricus — вид рослин з родини трояндових (Rosaceae). Епітет noricus походить від колишньої римської провінції "Noricum", яка приблизно охоплювала східні Альпи та їх передній план, що добре перекривається з ареалом поширення виду.

## Біоморфологічна характеристика
Кущ зазвичай до 100 (150) см заввишки. Стебла першого року низькогнуті, (3)5–8(10) мм у діаметрі, тупо кутасті до злегка борознистих; грані від яскраво-сірувато-зеленого або інтенсивно-пурпурного під впливом сонця. Стебло злегка волохате (головним чином на кутах і основах колючок) та з розсіяними залозами. Колючки кольором як стебло, інтенсивно пурпурні у нижній частині та бліді (вохристі) у верхній частині. Колючки прямі, тонкі, дещо нерівні, (3)6–10(12) мм у довжину. Листки на першорічному стеблі 5-листочкові; верхня поверхня пластинок темно-зелена, не волохата на дотик, але з притиснутими волосками 0.2–0.8(1.2) мм у довжину; нижня поверхня світла або білувато-зелена, зі щільними волосками. Жилкування слабке. Кінцевий листочок, як правило, широко-яйцюватий або майже круглий, округлий або дуже злегка серцюватий біля основи. Базальні листочки зворотно-яйцюваті, зазвичай злегка асиметричні. Прилистки ниткоподібні, з розсіяними довгими волосками і меншою кількістю залоз. Суцвіття зазвичай 20–35(40) см завдовжки, широко волотисте, відносно малоквіткове, кінцева частина компактна, округла на верхівці, дистальна 2–8 см безлиста. Чашолистки довгасто-яйцюваті, 7–10 мм завдовжки з вузькою, чітко вираженою верхівкою, з довгими волосками, з розсіяними залозами та червонуватими колючками довжиною 0.5–1 мм. Пелюстки не торкаються одна одної, голі з верхнього й волохаті з нижнього боку, лопатоподібні, округлі або трохи загострені на верхівці, яскраво-рожеві, (6)8–11(13) мм завдовжки. У тичинок нитки рожеві, пиляки блідо-жовті голі. Колективні плоди від округлих до трохи яйцеподібних, з (30)40–60(70) кістяночками. Період цвітіння: червень — липень.

## Поширення й умови зростання
Знайдений на висотах від 320 до 600 м над рівнем моря, з обох боків Альп, з Австрії та Німеччини. Як правило, росте на слабокислих (наприклад, насичений силікатами гравій або граніт) до багатих основою (наприклад, вапняк) субстратів, на від напівсухих до помірно вологих ґрунтах, як у природних лісових спільнотах (найчастіше в асоціаціях порядку Fagetalia), та їх похідні (наприклад, висаджені хвойні насадження, частково змішані з місцевими листяними породами дерев). Він віддає перевагу напівтінистим узліссям або дещо відкритим лісовим насадженням, у свою чергу, уникає відкритих сонячних ділянок..